# Peacock (servicio de streaming)
Peacock es un servicio de streaming OTT estadounidense operado por la división de NBCUniversal Television and Streaming, propiedad de Comcast. Este servicio fue lanzado en los Estados Unidos el 15 de julio de 2020, con disponibilidad anticipada para los clientes de Xfinity desde el 15 de abril de 2020 en Estados Unidos.
El servicio cuenta principalmente con contenido de series y películas de los estudios de NBCUniversal y otros proveedores de contenido de terceros, incluidas series de televisión, películas, noticias y programación deportiva. Peacock está disponible en una versión gratuita con publicidad con contenido limitado, mientras que los niveles premium incluyen una biblioteca de contenido más grande y acceso a contenido adicional de NBC Sports y WWE Network.
En diciembre de 2022 el servicio llegó a los 20 millones de suscriptores de pago. En marzo de 2023, Peacock alcanzó los 22 millones de suscriptores de pago. Desde enero de 2025 Peacock cuenta con más de 41 millones de suscriptores de pago.

## Historia
El 14 de enero de 2019, NBCUniversal anunció que lanzaría un servicio de streaming over-the-top en 2020, con contenido de sus marcas de entretenimiento. También se anunció que el servicio sería gratuito (con publicidad incluida) para los clientes de Comcast y que los espectadores sin una suscripción de televisión de pago o los que no deseaban anuncios también podrían suscribirse a una versión sin publicidad del servicio. NBCUniversal igualmente dio a conocer en ese momento que una reorganización creó a NBCUniversal Direct-to-Consumer and Digital Enterprises bajo la presidente Bonnie Hammer.
El 17 de septiembre de 2019, NBCUniversal anunció que el servicio se llamaría «Peacock» («pavo real» en español y nombrado así en alusión al logo de NBC) y estaría disponible el 15 de julio de 2020. El anuncio también incluyó una nueva programación original, reboots de propiedades de NBCUniversal, y que las series de NBC, The Office y Parks and Recreation serían eliminadas de la competencia (Netflix, Hulu y Prime Video) y se unirían al servicio una vez que expiraran sus derechos de transmisión exclusivos de los servicios de streaming rivales, con Parks and Recreation en octubre de 2020 y The Office en enero de 2021.
Peacock tuvo un lanzamiento suave en las plataformas Sky y NOW en el Reino Unido e Irlanda el 16 de noviembre de 2021, gratis para todos los clientes. El 25 de enero de 2022, Peacock se expandió aún más en los territorios de Sky, con un lanzamiento suave en Austria y Alemania.
En agosto de 2021 el servicio había llegado a las 54 millones de cuentas creadas. En abril de 2022, el servicio alcanzó 28 millones de cuentas activas mensuales y 13 millones de suscriptores pagos, un aumento del 40% respecto al trimestre anterior. También se informó un aumento del 25% en la participación año tras año. En septiembre de 2022, el servicio tenía 30 millones de cuentas activas mensuales y 15 millones de suscriptores pagos, un aumento del 70% en suscriptores pagos desde principios de 2022. En diciembre de 2022, el servicio había alcanzado los 20 millones de suscriptores pagos, y a su cobertura de la Copa Mundial de Fútbol de 2022 en español se le atribuyó un aumento en el cuarto trimestre de 2022.
En enero de 2024, Peacock sumó 3 millones de suscriptores nuevos debido a su transmisión exclusiva del Wild Card de la National Football League, la cual obtuvo el logro de ser el evento en streaming más visto en la historia de Estados Unidos, con un promedio de 23 millones de espectadores. En abril de 2024, WrestleMania XL se convirtió en el evento de entretenimiento más visto de Peacock, con el servicio informando que este fue su segundo mayor uso, solo por detrás de la transmisión exclusiva de la NFL. En agosto de 2024, Peacock sumó 2.8 millones de suscriptores durante la primera semana de los Juegos Olímpicos de Verano de 2024. Antes de los Juegos, una presentación de Comcast indicó que Peacock tenía 33 millones de suscriptores pagos.

## Contenido
El servicio se extrae principalmente de la biblioteca de NBCUniversal, incluidas subsidiarias como Universal Pictures y Universal Television. En su lanzamiento se sugirió incluir al menos 15.000 horas de contenido sin una suscripción y 5.000 horas adicionales de contenido para los suscriptores Premium. Los episodios de la series actuales de la NBC estarán disponibles en Peacock el día después de su estreno para los suscriptores Premium mientras que los no suscriptores los recibirán con una semana de retraso. El 26 de enero de 2020, se anunció que The Tonight Show protagonizado por Jimmy Fallon y Late Night with Seth Meyers se transmitirían en Peacock a las 8:00 p. m. y a las 9:00 p. m. ET, respectivamente, antes de sus estrenos televisivos en la NBC. Sin embargo, dicha decisión fue criticada por muchos de los grupos afiliados a la NBC debido a la preocupación de que las «pre-emisiones» de ambos programas de entrevistas nocturnos en Peacock canibalizarían la audiencia de los programas en las estaciones locales de la NBC.
Peacock también ofrece alrededor de una selección de 25 canales lineales digitales, con contenido de programación de formato largo y de origen digital de las propiedades de NBCUniversal (como Today All Day, una extensión digital del programa matutino de NBC Today), así como proveedores de contenido de terceros. Están diseñados para emular una experiencia de programación de transmisión tradicional (similar a servicios como Pluto TV y Xumo, el último de los cuales fue comprado por Comcast, matriz de NBCUniversal, en febrero de 2020).
El 6 de julio de 2021, Universal anunció que no renovaría su acuerdo de pago por resultado con HBO a favor de llevar sus películas a Peacock durante la ventana de pago por resultado a partir de 2022. Todas las películas estarán disponibles exclusivamente en Peacock durante los primeros y últimos cuatro meses de la ventana de pago por resultado de 18 meses (con Universal otorgando licencias de sus películas de acción en vivo a Amazon Prime Video y otorgando licencias de sus películas animadas de Illumination y DreamWorks Animation a Netflix entre esas dos ventanas de exclusividad). La ventana de pago por resultado para las películas de Universal se adelantó inicialmente a cuatro meses después del estreno inicial de una película con este movimiento, pero luego se anunció, el 9 de diciembre de 2021, que la ventana de pago por resultado se adelantaría a tan solo 45 días después del estreno inicial de una película en cines (aunque los acuerdos de Universal con las cadenas de cines con respecto a la ventana de video premium najo demanda para estas películas no se verían afectados por este movimiento).
En mayo de 2022, Universal Pictures anunció que trasladaría tres de sus películas a Peacock en 2023: Shooting Stars, un artículo biográfico sobre LeBron James basado en sus memorias; Praise This, sobre un concurso de música para coros juveniles; y una nueva versión del drama criminal de 1989 de John Woo, The Killer.
En agosto de 2022, NBC anunció que su telenovela de larga duración Days of Our Lives se trasladaría exclusivamente a Peacock Premium a partir del 12 de septiembre de ese mismo año, después de 57 años en la cadena. La miniserie derivada Days of Our Lives: Beyond Salem se había estrenado anteriormente como una serie original de Peacock. También se anunció que la transmisión de programas de Bravo se trasladaría a Peacock al día siguiente para la próxima temporada de televisión, ya que NBCUniversal había invocado su opción de finalizar el acuerdo con Hulu para los derechos de transmisión del día siguiente para la programación de NBC y Bravo.
El 30 de noviembre de 2022, se agregó la transmisión en vivo de estaciones locales de NBC para los suscriptores Premium Plus. Esta función estuvo disponible en el lanzamiento en 210 mercados.

### Contenido de terceros
El 23 de diciembre de 2019, Lionsgate anunció que licenciaría el contenido de la biblioteca para Peacock, como parte de un acuerdo más amplio de Comcast para renovar su transporte de Starz. A su vez, NBCUniversal otorgará licencias de contenido para StarzPlay en los Estados Unidos e internacionalmente. El 16 de enero de 2020, Peacock adquirió los derechos de transmisión de las series, Two and a Half Men y George Lopez de Warner Bros., así como las películas de Matrix. En febrero de ese año, A&E Networks concedió la licencia de algunos títulos de las bibliotecas A&E e History a Peacock en ese momento. Peacock también tenía los derechos de la serie de películas de Harry Potter como parte de un acuerdo existente con las redes NBCUniversal desde octubre de 2020 hasta agosto de 2021, antes de que WarnerMedia (ahora Warner Bros. Discovery) los recuperará el 1 de septiembre de ese mismo año, para HBO Max tras un ajuste en el acuerdo.
El 1 de julio de 2020, ViacomCBS (hoy Paramount Global) anunció que otorgaría licencias no exclusivas de algunas de sus series de televisión y películas a Peacock, como The Affair, Everybody Hates Chris, Ray Donovan y Undercover Boss, entre otros. El servicio también tendrá los derechos de varias películas de Paramount Pictures bajo una ventana de exclusividad limitada de 2021 a 2023.
El 14 de julio de 2020, el servicio adquirió el drama canadiense, Departure para un estreno en los Estados Unidos.
El 17 de julio de 2020, Cinedigm anunció que había licenciado más de una docena de películas y tres canales en streaming para el lanzamiento de Peacock, con cientos de otras películas y episodios de televisión a seguir.
En enero de 2021, Peacock agregó LIT, el canal de noticias de entretenimiento en streaming de Claudia Rosencrantz y Adrian Woolfe, y la plataforma sirviendo como su socio de lanzamiento en EE. UU. durante un período de exclusividad.
El 18 de mayo de 2021, NBCUniversal anunció que había adquirido los derechos de transmisión en EE. UU. del Festival de la Canción de Eurovisión de Peacock en virtud de un acuerdo de dos años, comenzando con la edición de 2021 (cuya primera semifinal se celebró ese mismo día). El acuerdo se produjo poco después de que NBC llegara a un acuerdo con la Unión Europea de Radiodifusión, que organiza el evento, para producir una serie de competencia musical estadounidense basada en el formato de Eurovisión. Para 2022, el analista principal de patinaje artístico de NBC, Johnny Weir, se incorporó como comentarista de sus retransmisiones de Eurovisión. Posteriormente, los derechos de streaming del concurso fueron renovados para 2023.
El 10 de junio de 2021, Peacock agregó contenido del servicio de streaming de anime RetroCrush.
El 31 de octubre de 2022, NBCUniversal anunció un acuerdo SVOD con Hallmark Media, según el cual Peacock Premium agregaría una sección con contenido de Hallmark Channel, Hallmark Movies & Mysteries y Hallmark Drama. El acuerdo incluye tanto contenido bajo demanda de la biblioteca de series originales y películas hechas para televisión de Hallmark como transmisiones lineales en vivo de las tres cadenas. El 28 de febrero de 2023 se anunció un acuerdo similar con Reelz (que incluye programación sobre crímenes reales como On Patrol: Live); Debido a conflictos con el acuerdo de exclusividad de Peacock con WWE, el canal lineal Reelz quedará bloqueado en Peacock cuando transmita MLW Underground Wrestling.
El 13 de abril de 2023, Peacock agregó películas de Magnolia Pictures

### Programación deportiva
En enero de 2020, la NBC anunció que el servicio transmitiría partidos de fútbol de la Premier League no televisados y la cobertura de la NBC de los Juegos Olímpicos (con planes de transmitir sus ceremonias de apertura y clausura en vivo en el servicio). El 9 de julio de 2020, la NBC anunció que el NBC Sports Gold Premier League Pass se suspendería y su contenido se trasladaría a Peacock Premium sin cargo adicional, ofreciendo 175 juegos de la Premier League por temporada no transmitidos en los canales lineales de la NBC, así como transmisiones simultáneas de juegos claves con las redes televisivas de NBC, junto con repeticiones on demand de todos los partidos hasta 2028. Como parte del lanzamiento nacional, todos los partidos jugados el 15 de julio de ese mismo año fueron transmitidos exclusivamente por Peacock de forma gratuita.
En virtud de la renovación de los derechos de transmisión de la National Football League con la NBC, a partir de la temporada 2021 Peacock transmite todos los partidos del Sunday Night Football y los playoffs en simultáneo con la NBC. Peacock comenzó a ofrecer un juego exclusivo por temporada a partir de 2023 y agregó un apartado con contenido de la biblioteca NFL Films. El servicio también obtuvo los derechos para televisar el primer juego de playoffs exclusivo en streaming en la ronda de comodines de los playoffs de la temporada 2023 de la NFL.
Desde la temporada 2021 el servicio cuenta con la cobertura total de la IndyCar Series incluyendo: sesiones de prácticas, sesiones de clasificación y eventos de la serie Indy NXT. En 2021, NBC Sports empezaría a transmitir una carrera al año exclusivamente en Peacock, que se expandirá a 2 carreras en 2024 (Toronto y la primera carrera de Milwaukee). 
En enero de 2022, la cadena hermana en español de NBC, Telemundo, anunció TPlus, un nuevo «centro de contenido» para la programación en español de Peacock Premium que se lanzó más adelante en el mismo año para coincidir con la Copa Mundial de la FIFA.
Desde la temporada 2022 hasta la 2023 de la Major League Baseball, el servicio contó con el MLB Sunday Leadoff (juegos exclusivos de los domingos al mediodía transmitidos de manera nacional) para los suscriptores de Peacock Premium.
Peacock desde la Copa Mundial de Fútbol de 2022 transmite en simultáneo con sus caneles hermanos Telemundo y Universo todos los partidos de dicha competición en español (los derechos en inglés pertenecen a Fox Sports).
El 29 de diciembre de 2022 se reveló que Peacock transmitiría en simultáneo toda la cobertura del PGA Tour y torneos de la USGA de NBC y Golf Channel.
El 17 de enero de 2023 se anunció que Peacock empezaría a emitir en simultáneo con Telemundo y Universo desde ese año todos los partidos en casa de las selecciones nacionales masculinas y femeninas estadounidenses de fútbol y la U.S. Open Cup en español (los derechos en inglés pertenecen a TNT Sports).
El 15 de febrero de 2023 NBC Sports anunció la renovación de los derechos del Tour de France en virtud de un acuerdo hasta 2029 con Peacock transmitiendo a partir de 2024 todas las etapas de dicho torneo y de otras competiciones de la Amaury Sport Organisation como La Vuelta a España, La Vuelta Femenina, el Tour de Francia Femenino, la París-Roubaix masculina y femenina, la Flecha Valona, Lieja-Bastoña-Lieja, Critérium del Dauphiné y París-Tours.
Desde la temporada 2023-2024 en virtud de la renovación de los derechos de la Big Ten Conference por NBC Sports el servicio cuenta en cuanto a futbol americano universitario con todos los juegos del NBC's Big Ten Saturday Night y ofrecen ocho juegos exclusivos por temporada, así como las dobles jornadas de la noche inaugural de los torneos de baloncesto masculino y femenino de la Big Ten, 47 juegos de baloncesto masculino y 30 juegos de baloncesto femenino.
En abril de 2023, NBCUniversal anunció sus planes preliminares de transmisión de los Juegos Olímpicos de Verano de 2024 y luego, en marzo de 2024, el contenido de transmisión de Peacock para los Juegos Olímpicos de Verano de París estaría disponible, en asociación con The Trade Desk, como marketing programático automatizado en línea, por primera vez.
El 24 de julio de 2024 se informó que NBC Sports había adquirido los derechos televisivos de la National Basketball Association a partir de la temporada 2025-2026 hasta la 2035-2036, con Peacock transmitiendo desde la primera edición del acuerdo todos los partidos que televise NBC de forma simultánea y teniendo disponibles en exclusiva dos juegos de los lunes por la noche de la temporada regular.
En los días previos a la temporada 2025 de las Grandes Ligas de Béisbol, las redes regionales de NBC Sports comenzaron a ofrecerse a través de Peacock como un complemento adicional para permitir que los clientes que no tenían cable vieran los juegos en el mercado de los Philadelphia Phillies, los San Francisco Giants y los Athletics, además de la cobertura de la NBA de los Philadelphia 76ers, Boston Celtics, Golden State Warriors y Sacramento Kings.

### Programación de noticias
El servicio iba a presentar un canal de noticias internacional, conocido como NBC Sky World News, como parte de una empresa conjunta con Sky News del Reino Unido (cuya empresa matriz Sky Group había sido adquirida recientemente por Comcast), pero la propuesta del servicio se descartó en agosto de 2020.
En octubre de 2020, durante el período previo a las elecciones presidenciales de 2020, NBC News lanzó un nuevo canal en Peacock conocido como The Choice, el cual transmite noticieros originales y programas de opinión. En el lanzamiento, estos incluyeron The Majority Report con Sam Seder, The Mehdi Hasan Show y Zerlina. En julio de 2021, el canal pasó a llamarse «The Choice by MSNBC».
En enero de 2021, Peacock estrenó The Overview, una nueva serie semanal presentada por Gadi Schwartz que presenta debates conversacionales sobre temas noticiosos y «cambios de paradigma» que afectan al mundo.
En enero de 2022, Peacock lanzó canales de transmisión de noticias locales las 24 horas del día, los 7 días de la semana desde la división de estaciones de televisión propiedad de la NBC, los canales cuentan con transmisión simultánea y programación de noticias encore, junto con noticias de última hora y contenido original producido por las operaciones de las NBC Owned Television Stations. Los 4 mercados lanzaron en el servicio sus canales de noticias locales el 20 de enero, con estaciones en Chicago (WMAQ-TV, como NBC Chicago News), Miami (WTVJ, como NBC Miami News), Filadelfia (WCAU, como NBC Philadelphia News) y Boston (NBC 10 Boston/NECN, como NBC Boston News) como ciudades de lanzamiento, seguidas de otras dos ciudades, incluida Nueva York (WNBC, como NBC New York News) y Los Ángeles (KNBC, como NBC LA News) el 17 de marzo de 2022.

## Distribución
Peacock tiene 3 niveles de servicio: Gratis, Premium y Premium Plus. El nivel Premium es un servicio por suscripción que incluye la biblioteca completa de contenido de Peacock, mientras que el nivel Gratis contiene un subconjunto de su contenido. Los niveles Gratis y Premium están respaldados por publicidad, con comerciales limitados a cinco minutos por hora. Peacock Premium está incluido en algunos servicios de los proveedores de televisión, como Cox y Xfinity. Los suscriptores de Peacock Premium, ya sea que se suscriban directamente o reciban el servicio a través de un proveedor, pueden actualizarse al nivel Premium Plus sin publicidad por un costo mensual adicional.
Peacock tuvo un lanzamiento suave para clientes de cable y banda ancha de Xfinity el 15 de abril de 2020, antes de lanzarse a nivel nacional en los Estados Unidos el 15 de julio de 2020.
El 6 de mayo de 2020, un acuerdo de distribución con Apple hizo que Peacock estuviera disponible en dispositivos iOS y Apple TV en su lanzamiento. El contenido de Peacock también está disponible en la aplicación de Apple TV y se puede acceder al servicio Premium mediante una suscripción dentro de dicha aplicación. El 20 de julio de 2020, Peacock lanzó una aplicación para PlayStation 4.
El 21 de septiembre de 2020, Peacock empezó a estar disponible en Roku. El acuerdo de la compañía del 18 de septiembre para el servicio evitó por poco un apagón de las aplicaciones TV Everywhere de NBCUniversal en dispositivos Roku, debido a una disputa sobre el reparto de ingresos y la asignación de inventario publicitario. El 8 de junio de 2021, Peacock lanzó una aplicación para televisores inteligentes Samsung.El 24 de junio de 2021, Peacock lanzó una aplicación para Amazon Fire TV y tabletas Amazon Fire, como Fire HD.
En abril de 2023, como parte de su asociación de varios años con Meta Platforms, se lanzó una aplicación Peacock para los auriculares de realidad virtual Meta Quest 2 y Quest Pro. En noviembre de 2023, el servicio de entrega de comestibles Instacart anunció un acuerdo para ofrecer Peacock a los suscriptores de su servicio Instacart+.
En julio de 2025, antes de la temporada 2025-26 de la NBA, Peacock anunció que aumentaría sus precios aproximadamente $3 dólares, a $10.99 dólares (Premium) y $16.99 (Premium Plus) al mes, respectivamente. También se informó que el servicio probaría un nuevo plan «Select» a $7.99 dólares al mes con un subconjunto de su contenido, incluyendo una selección de contenido de archivo y programación actual de NBC y Bravo, sin contenido deportivo en vivo.

## Lanzamiento
| Fecha de lanzamiento     | País/Territorio      | Socios de lanzamiento |
| ------------------------ | -------------------- | --------------------- |
| 15 de julio de 2020      | Estados Unidos       | Xfinity, Cox          |
| 16 de noviembre de 2021  | Irlanda              | Sky                   |
| 16 de noviembre de 2021  | Reino Unido          | Sky                   |
| 25 de enero de 2022      | Austria              | Sky                   |
| 25 de enero de 2022      | Alemania             | Sky                   |
| 15 de febrero de 2022    | Italia               | Sky                   |
| 2 de marzo de 2022       | Suiza                | Sky                   |
| 20 de septiembre de 2022 | Dinamarca            | SkyShowtime           |
| 20 de septiembre de 2022 | Finlandia            | SkyShowtime           |
| 20 de septiembre de 2022 | Noruega              | SkyShowtime           |
| 20 de septiembre de 2022 | Suecia               | SkyShowtime           |
| 25 de octubre de 2022    | Países Bajos         | SkyShowtime           |
| 25 de octubre de 2022    | Portugal             | SkyShowtime           |
| 14 de diciembre de 2022  | Bosnia y Herzegovina | SkyShowtime           |
| 14 de diciembre de 2022  | Bulgaria             | SkyShowtime           |
| 14 de diciembre de 2022  | Hungría              | SkyShowtime           |
| 14 de diciembre de 2022  | Montenegro           | SkyShowtime           |
| 14 de diciembre de 2022  | Serbia               | SkyShowtime           |
| 14 de diciembre de 2022  | Eslovenia            | SkyShowtime           |
| 14 de febrero de 2023    | Albania              | SkyShowtime           |
| 14 de febrero de 2023    | República Checa      | SkyShowtime           |
| 14 de febrero de 2023    | Hungría              | SkyShowtime           |
| 14 de febrero de 2023    | Kosovo               | SkyShowtime           |
| 14 de febrero de 2023    | Macedonia del Norte  | SkyShowtime           |
| 14 de febrero de 2023    | Polonia              | SkyShowtime           |
| 14 de febrero de 2023    | Rumania              | SkyShowtime           |
| 14 de febrero de 2023    | Eslovaquia           | SkyShowtime           |
| 28 de febrero de 2023    | Andorra              | SkyShowtime           |
| 28 de febrero de 2023    | España               | SkyShowtime           |
| 15 de noviembre de 2023  | India                | JioCinema             |
| 14 de febrero de 2024    | África               | Showmax               |